# Maxime Verhagen

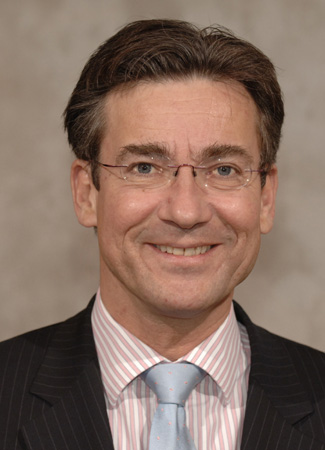
Maxime Verhagen (2007)

Maxime Jacques Marcel Verhagen (* 14. September 1956 in Maastricht) ist ein niederländischer Politiker (CDA) und Verbandsfunktionär. Von 2010 bis 2012 war er Minister für Wirtschaft, Landwirtschaft und Innovation sowie stellvertretender Ministerpräsident der Niederlande im Kabinett Rutte I. Zuvor war er von 2007 bis 2010 Außenminister im Kabinett Balkenende IV.

## Leben
Verhagen studierte bis 1986 Geschichte an der Universität Leiden. 1976 wurde er Mitglied der Partei CDA und war von 1986 bis 1990 Gemeinderatsmitglied von Oegstgeest. Von 1989 bis 1994 war er Abgeordneter im Europaparlament. Dort saß Verhagen in der christdemokratischen EVP-Fraktion. Er war Mitglied im Ausschuss für Entwicklung und Zusammenarbeit und Delegierter bei der Paritätischen Versammlung des Abkommens AKP–EWG. Am 17. Mai 1994 wurde er Abgeordneter der Zweiten Kammer der Generalstaaten. Nach dem Erfolg des CDA bei der Parlamentswahl 2002 wurde Jan Peter Balkenende mit der Regierungsbildung beauftragt und Verhagen übernahm an dessen Stelle am 11. Juli 2002 den Vorsitz der CDA-Fraktion in der Zweiten Kammer.
Am 22. Februar 2007 wurde er Außenminister der Niederlande im Kabinett Balkenende IV und folgte in diesem Amt Ben Bot. Verhagens Nachfolger als Fraktionsvorsitzender wurde Pieter van Geel. Im Februar 2010 fiel das Kabinett, und Verhagen war nur noch geschäftsführend im Amt. Zusätzlich übernahm er das Ressort Entwicklungshilfe von dem zurückgetretenen Sozialdemokraten Bert Koenders. Bei der Parlamentswahl im Juni 2010 verlor der CDA fast die Hälfte seiner Sitze und stürzte auf den vierten Platz ab. Anschließend trat Balkenende als Parteiführer (politiek leider) des CDA zurück. Am 17. Juni 2010 übernahm Verhagen erneut das Amt des Fraktionsvorsitzenden in der Zweiten Kammer. 
Er führte für den CDA auch die Koalitionsverhandlungen, die zur Bildung der Minderheitsregierung Rutte I führten. In dieser wurde Verhagen am 14. Oktober 2010 zum Minister für Wirtschaft, Landwirtschaft und Innovation sowie stellvertretenden Ministerpräsidenten ernannt. Während das Amt des politischen Leiters des CDA nach Balkenendes Rücktritt vakant blieb, wirkte Verhagen, zunächst als Fraktionsvorsitzender, dann als Vizepremier, als faktische Führungsperson der Partei. Im Vorfeld der Parlamentswahl 2012 übernahm jedoch sein Nachfolger an der Fraktionsspitze Sybrand van Haersma Buma am 30. Juni 2012 auch die Parteiführung. Die Wahl brachte einen weiteren Bedeutungsverlust des CDA, der anschließend aus der Regierung ausschied. 
Nach dem Ende seiner Amtszeit als Minister am 5. November 2012 zog sich Verhagen aus der Politik zurück. Von Juli 2013 bis März 2023 war er Vorsitzender des Verbands der Bauwirtschaft Bouwend Nederland.